# Amt Regensberg (Hochstift Bamberg)

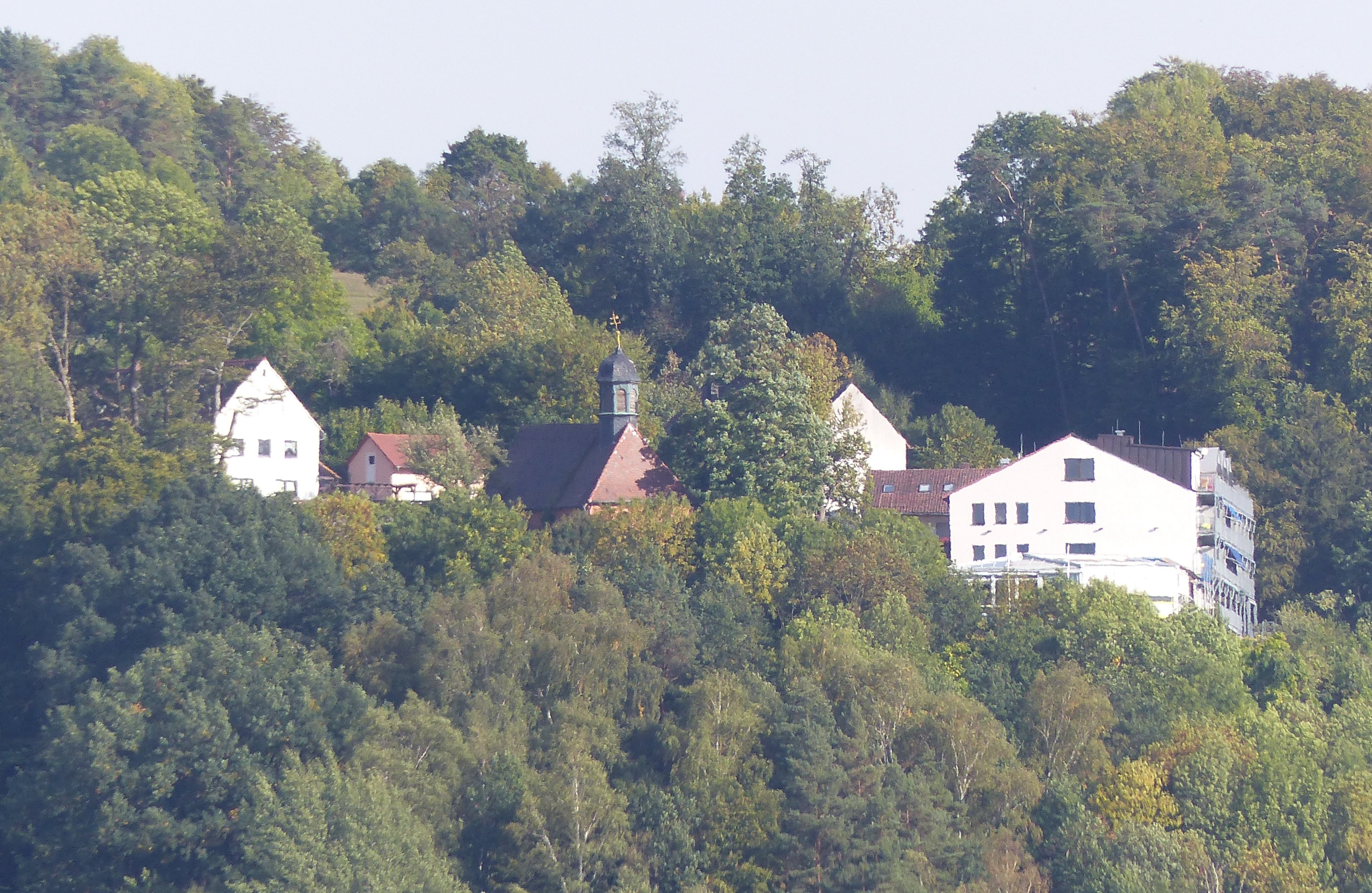
Das Kirchdorf Regensberg, der ehemalige Verwaltungssitz des Amtes Regensberg

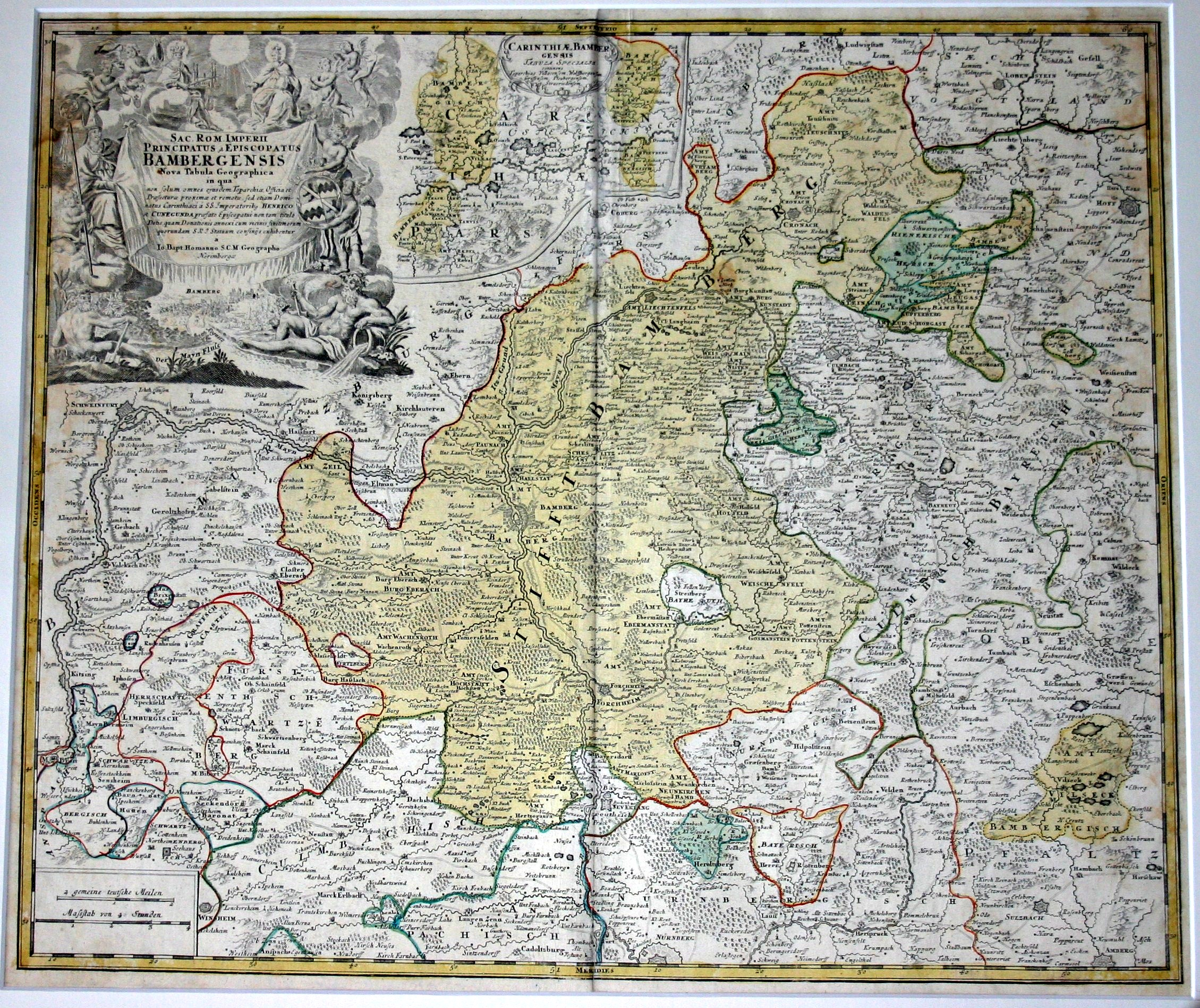
Das Territorium des Hochstiftes Bamberg auf einer zu Beginn des 17. Jh. vom Kartographen Johann Baptist Homann angefertigten Karte

Das Amt Regensberg war ein Verwaltungsgebiet des Hochstifts Bamberg, eines reichsunmittelbaren Territoriums im Heiligen Römischen Reich. Das Hochstift Bamberg im Fränkischen Reichskreis war ein geistliches Fürstentum, das bis 1802 existierte.

## Geschichte
Während des Mittelalters und der frühen Neuzeit gab es in Regensberg eine bambergische Burgherrschaft bis zu ihrem Erlöschen im Jahr 1707.

## Geografie
Das Amt am Südostrand des bambergischen Kerngebietes war nach seiner räumlichen Ausdehnung eines der kleinsten hochstiftischen Ämter. Seine bambergischen Nachbarterritorien waren die Ämter Forchheim, Neunkirchen und Wolfsberg. Im Südosten befand sich das zur Reichsstadt Nürnberg gehörende Pflegamt Hiltpoltstein.

## Struktur
Die Verwaltung des Amtes Regensberg bestand aus einem Vogteiamt, einem Steueramt und einem Kastenamt. Am Ende des 18. Jahrhunderts hatte das Amt jedoch kein eigenes Verwaltungspersonal mehr; alle mit den Amtsaufgaben verbundenen Funktionen nahm das Amt Neunkirchen wahr.

### Amtssitz

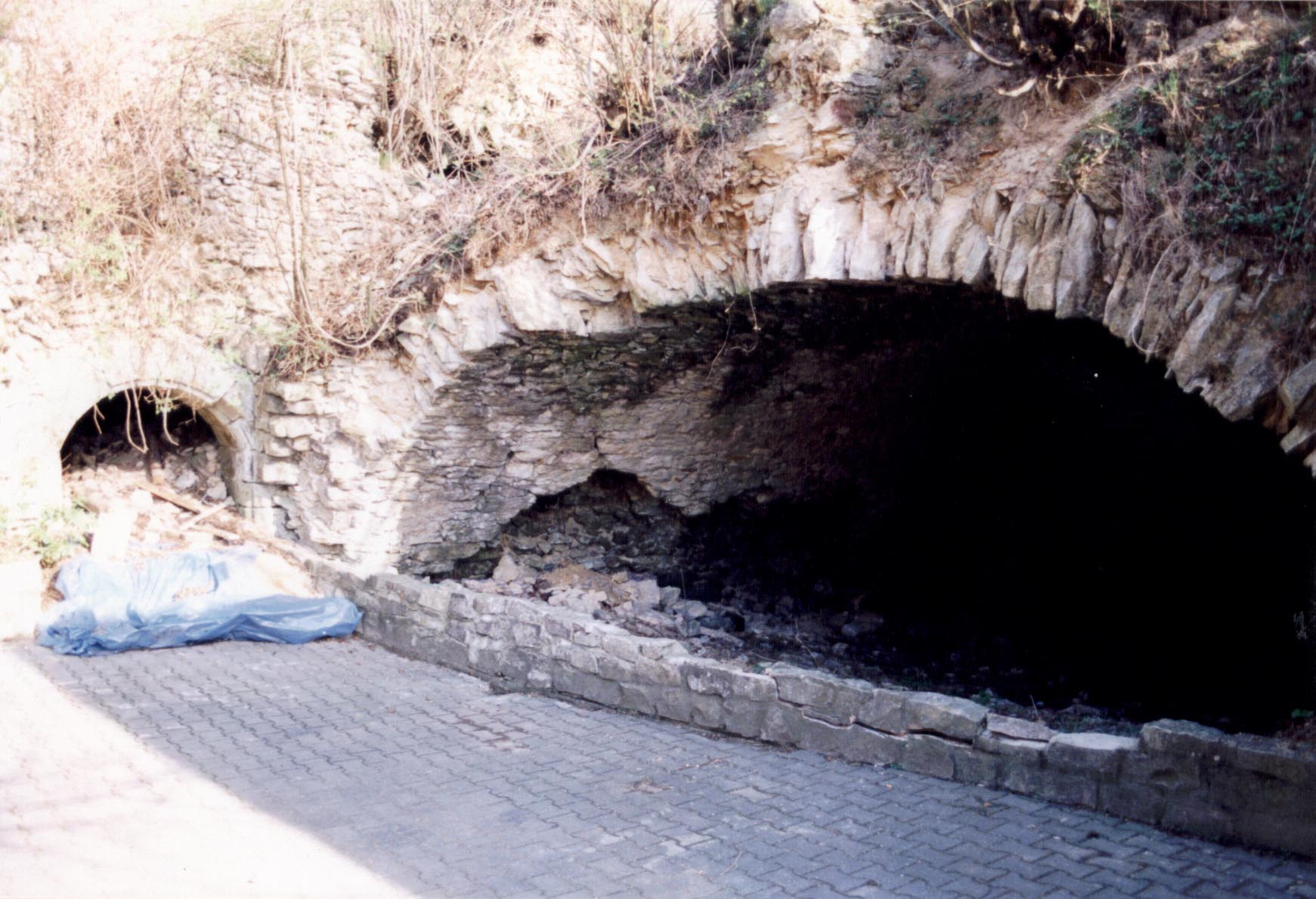
Die Überreste der Burg Regensberg, der ursprüngliche Verwaltungssitz des Amtes

Der Sitz der Amtsverwaltung befand sich zunächst auf der Burg Regensberg, deren Überreste sich im westlichen Ortsbereich des heutigen Kirchdorfes Regensberg befinden. Nach der Übernahme aller Verwaltungsaufgaben durch das Amt Neunkirchen befand sich der Amtssitz in Neunkirchen am Brand.

### Vogteiamt
Das Vogteiamt Regensberg war eines der 54 Vogteiämter des Hochstifts Bamberg. Das Kerngebiet seines Vogteibezirks umfasste die Dorfmarkungen von Regensberg und Weingarts, das ein Kondominat war. Dort wurde die Dorf- und Gemeindeherrschaft gemeinsam mit den Freiherrn von Egloffstein-Kunreuth ausgeübt. Außerdem gehörte das als Exklave acht Kilometer östlich gelegene Großenohe zum Vogteibezirk des Regensberger Amtes.

### Steueramt
Das Steueramt Regensberg war eines der 46 Steuerämter des Hochstifts Bamberg. Neben den grundherrschaftlichen Besitzungen des Amtes in Großenohe, Regensberg und Weingarts war das Steueramt auch für den Regensberger Grundbesitz in Oberehrenbach und Pommer zuständig.

### Kastenamt
Das Kastenamt Regensberg war eines der 24 Kastenämter des Hochstifts Bamberg. Seine Zuständigkeiten entsprachen denen des Vogtei- und Steueramtes.